# Teodoro de Dobruja
Teodoro de Dobruja (en búlgaro: Теодор на Добруджа) fue un noble del Despotado de Dobruja. Era el hermano de Balik, el fundador del estado, y de su sucesor Dobrotitsa.
En 1346, Dobrotitsa y Teodoro fueron enviados junto con 1000 soldados por Balik para ayudar a la emperatriz bizantina Ana de Saboya en la guerra civil contra Juan VI Cantacuceno, pero fueron derrotados. En 1347, Umur Beg de Aydın condujo una expedición naval contra Dobruja en nombre del emperador Juan V Paleólogo, en la que murieron Teodoro y Balik.